# راشد بن خميس الحبسي
راشد بن خميس بن جمعة الحبسي النزوي العماني (1678-1737)، شاعر من أهل عمان. اشتهر في أيام امامة بلعرب بن سلطان. ولد في عين بني صارخ من قرى (الظاهرة) من عمان، ورمد وعمي في طفولته، وانتقل إلى يبرين فرباه الإمام بلعرب اليعربيّ، فلما مات هذا انتقل إلى أرض الحزم من ناحية الرستاق (في عمان) ثم سكن نزوى إلى أن مات. وله في اليعربيين ووقائعهم قصائد كثيرة في (ديوان شعر) شرحه بعض العلماء.